# Julen Sáenz de Ormijana
Julen Sáenz de Ormijana Llano (2000) es un deportista español que compite en ciclismo en la modalidad de trials.
Ganó tres medallas en el Campeonato Mundial de Trials, en los años 2021 y 2024, y dos medallas de bronce en el Campeonato Europeo de Trials, en los años 2023 y 2024.

## Palmarés internacional
| Campeonato Mundial | Campeonato Mundial  | Campeonato Mundial | Campeonato Mundial |
| Año                | Lugar               | Medalla            | Competición        |
| ------------------ | ------------------- | ------------------ | ------------------ |
| 2021               | Vic (España)        | Medalla de oro     | Equipo mixto       |
| 2021               | Vic (España)        | Medalla de plata   | Trials 26″         |
| 2024               | Abu Dabi (EAU)      | Medalla de oro     | Equipo mixto       |
| Campeonato Europeo |                     |                    |                    |
| Año                | Lugar               | Medalla            | Competición        |
| 2023               | Poprad (Eslovaquia) | Medalla de bronce  | Trials 26″         |
| 2024               | Jeumont (Francia)   | Medalla de bronce  | Trials 26″         |